# Macroglenes sivani
Macroglenes sivani är en stekelart som beskrevs av T.C. Narendran och Sureshan 2004. Macroglenes sivani ingår i släktet Macroglenes och familjen puppglanssteklar. Inga underarter finns listade i Catalogue of Life.